# Nitranská polní železnice
Nitranská polní železnice (slovensky Nitrianska poľná železnica NPŽ) se nachází ve Slovenském muzeu zemědělství v Nitře. Byla vybudována výlučně jako turistická atrakce a její původní koleje pocházejí z cukrovarské železnice v Želiezovcích. Železnice na výstavišti oficiálně funguje od první jízdy v roce 1985. Rozchod kolejí je 760 mm. Tvoří ji okruh (1,6 km) a trať spojující skanzen s výstavištěm Agrokomplex (1 km).
Železnice nebyla původně zahrnuta do originálního návrhu muzea a její výstavba proběhla až dodatečně, po vnitřních diskuzích správců muzea.